# Тикитт, Гарри
Ге́нри Ти́китт (англ. Henry Thickitt), более известный как Га́рри Ти́китт (англ. Harry Thickitt; 28 марта 1872 — 15 ноября 1920) — английский футболист и футбольный тренер. Выступал на позиции защитника за футбольные клубы «Шеффилд Юнайтед», «Донкастер Роверс», «Ротерем Таун» и «Бристоль Сити», также провёл два матча за национальную сборную Англии. После завершения карьеры игрока был главным тренером «Бристоль Сити».

## Карьера игрока
Родился в Хексторпе (Донкастер) в семье кузнеца. Начал футбольную карьеру в юношеской команде «Хексторп Уондерерс». В 1891 году присоединился к «Шеффилд Юнайтед» в качестве «гостевого игрока». В том же году Тикитт сыграл за «Донкастер Роверс», а затем подписал профессиональный контракт с клубом «Ротерем Таун», выступавшем в Лиге Мидленда. В 1893 году команда вступила в Футбольную лигу Англии. Тикитт дебютировал во Втором дивизионе 2 сентября 1893 года в матче против «Линкольн Сити».
В ноябре 1893 года Тикитт перешёл в «Шеффилд Юнайтед» за 30 фунтов стерлингов. Дебютировал за клуб 9 декабря 1893 года в матче против «Эвертона». Сразу же после перехода стал основным правым защитником «клинков» и занимал эту позицию на протяжении почти десяти лет. В сезоне 1897/98 помог команде выиграть чемпионский титул. Позднее дважды выиграл Кубок Англии в составе «клинков».
20 марта 1899 года дебютировал за национальную сборную Англии в матче Домашнего чемпионата против сборной Уэльса, в котором англичане победили со счётом 4:0. 8 апреля того же года провёл свой второй (и последний) матч за сборную Англии — против сборной Шотландии на «Вилла Парк» — завершившийся победой англичан со счётом 2:1.
В мае 1904 года Тикитт перешёл в «Бристоль Сити», где провёл один сезон в качестве игрока. В 1905 году завершил карьеру футболиста, став главным тренером «Бристоль Сити».

## Тренерская карьера
Сезон 1904/05 Тикитт провёл в качестве игрока в клубе «Бристоль Сити» под руководством Сэма Холлиса. В марте 1905 года, после ухода из клуба Холлиса, Гарри Тикитт стал его новым главным тренером. В сезоне 1905/06 он выиграл с командой Второй дивизион Футбольной лиги, а в сезоне 1906/07 занял второе место в Первом дивизионе. В сезоне 1908/09 вывел «Бристоль Сити» в финал Кубка Англии, в котором его команда уступила клубу «Манчестер Юнайтед».
Последний матч Тикитта в качестве главного тренера «Бристоль Сити» прошёл в октябре 1910 года — это была выездная игра против «Ноттс Каунти», в которой Сити проиграл со счётом 0:1. Та игра была временно остановлена, когда над стадионом пролетел самолёт, что вызвало восхищение у зрителей. Судья матча, преподобный Дж. У. Марш, настолько отвлёкся на самолёт (которым управлял Поль де Лессепс), что приостановил игру. После финального свистка, когда игроки уже покинули поле, судья вспомнил, что забыл добавить четыре минуты за остановку матча, и позвал игроков обратно на поле. По итогам сезона 1910/11 «Бристоль Сити» выбыл из Первого дивизиона и не вернулся туда вплоть до 1976 года, а Тикитт завершил футбольную карьеру.

## Достижения

### В качестве игрока
«Шеффилд Юнайтед»
- Чемпион Англии: 1897/98
- Вице-чемпион Англии: 1896/97, 1899/00
- Обладатель Кубка Англии: 1898/99, 1901/02
- Финалист Кубка Англии: 1900/01

### Тренерские достижения
«Бристоль Сити»
- Победитель Второго дивизиона: 1905/06
- Финалист Кубка Англии: 1908/09

## Вне футбола
После ухода из «Бристоль Сити» Тикитт управлял трактиром Carpenter's Arms Inn в Троубридже.
В 1918 году Национальная медицинская комиссия признала Тикитта непригодным для военной службы в связи с ожирением — его вес составлял 24 стона и 7 фунтов (около 156 кг), а обхват живота — 55 дюймов (около 140 см). Газета Sheffield Daily Independent опубликовала заметку об этом в понедельник, 17 июня 1918 года, с подзаголовком «Слишком толстый для армии» (англ. Too Fat for the Army).
Умер в 1920 году в возрасте 48 лет. В заметке о похоронах сообщалось, что покойный «был человеком необычайного веса», гроб также был большого размера, а несли его восемь человек.